# Anthon Berg
Anthon Berg er et dansk chokolademærke, der siden 1954 har været ejet af Toms. Det er mest kendt for sine marcipanbrød. Anthon Berg A/S var fra 1954 til 2001 et datterselskab i Toms Gruppen.

## Historie
Med sit eget navn som varemærke oprettede Anthon Berg (1829-1916) en urtekræmmerbutik på Gammel Strand i København. I 1884 opkøbte han en konfektureforretning, da hans eget salg gik mindre godt. Med i købet fulgte en konditor, der med sønnen Gustav Berg som assistent fik gang i en produktion af fyldte dessertchokolader.
Marcipanbrødet kom til med et ønske fra Anthon Berg om at forkæle de ventende kunder, hvorved han startede med at give små marcipanfyldte chokolader til de kunder, der stod i kø. I 1898 blev det sat i produktion som selvstændig vare.
I 1901 overtog sønnen forretningen og øgede produktionen støt, hvorved den blev landsdækkende og fik en fabrik med ca. 200 ansatte. I 1938 døde også Gustav Berg, og næste generationsskifte blev foretaget, således at Kai Berg blev direktør. I 1954 købte Toms (Victor B. Strand) virksomheden, der på dette tidspunkt lå i Teglværksgade på Østerbro. I 1962 blev hele produktionen samlet på Toms' anlæg i Ballerup tegnet af Arne Jacobsen.
Prædikatet "Leverandør til Det Kongelige Danske Hof" blev tildelt Anthon Berg A/S i 1957.

## Produkter
Anthon Berg-produktionen består udover marcipanbrødene, der findes i fire udgaver 
- Marcipan Classic
- Marcipan Nougat
- Marcipan Cognac
- Marcipan Whiskey
- Marcipan Extra Dark
- Grand Cru – en æske med små chokolader fremstillet af bønner fra Venezuela i tre forskellige varianter
- Fyldte Chokolader – æsker med blandede fyldte chokolader
- Marcipan Tærter – tærter af marcipan overtrukket med chokolade, findes i seks smagsvarianter
  - Blomme i Madeira
  - Jordbær i Champagne
  - Drue i Muscatvin
  - Abrikos i Brandy
  - Blåbær I vodka
  - Hindbær I Orange Likør
- Origins – fire forskellige chokolader i plader lavet af bønner fra forskellige dele af verden, alle med høj kakaoprocent
  - Ghana 60 %
  - Equador 72 %
  - New Guinea 72 %
  - Venezuela 44 %

Udover disse produkter findes der en række påske- og julevarer.
I samarbejde mellem Toms og Polar is er en Anthon Berg Islagkage også kommet i produktion.
Nye chokoladeæsker med design af Isabell Kristensen findes også.

## Eksterne link
- Anthon Bergs hjemmeside